# Эоловые формы рельефа
Эо́ловые формы рельефа (от др.-греч. Αἴολος — бог ветров Эол) — форма рельефа,  сформированная разрушительной или аккумулирующей деятельностью ветра за счёт песчаных и пылевых частиц переносимых ветром[уточнить].

## История изучения
Начала изучения эоловой геоморфологии были заложены исследованиями британского геолога Ральфа Бэгнольда, изложенными в его книге The Physics of Blown Sand and Desert Dunes (1932).

## Описание
Перенос частиц ветром совершается во взвешенном состоянии или путём перекатывания, в зависимости от скорости ветра и размера частиц. Во взвешенном состоянии переносятся глинистые, пылевые и тонко-песчаные частицы. Песчаные частицы переносятся в основном перекатыванием по земле, иногда перемещаются на небольшой высоте. При уменьшении скорости ветра и других благоприятных условиях происходит отложение переносимого материала (аккумуляция) — образуются ветровые (эоловые) отложения.

## Классификация

### Скульптурные
- столбы
- столы
- котловины
- ниши выдувания
- ячеистые и сотовые поверхности

### Аккумулятивные
- Дюны образуются по берегам рек, морей в результате навевания песка ветром вокруг какого-нибудь препятствия (кустарников, неровностей рельефа, зданий и т. д.). Это холмовидные накопления песка высотой в среднем 20—40 м, бывают и выше. Характерной особенностью дюн является движение за счёт перекатывания песчинок ветром с одной стороны холма на другую. Скорость движения дюн вглубь материка определяется силой господствующих в данной местности ветров и колеблется от 0,5—1 до 20—22 м/год. Дюны обычно образуют цепь холмов[1].
- Барханы возникают в пустынях, где постоянно дуют сильные ветры преимущественного одного направления. Это песчаные холмы серповидной формы, поперечный профиль барханов асимметричен — наветренный склон пологий, его угол откоса не превышает 12°, подветренная сторона более крутая — угол откоса достигает 30—40°. Высота барханов в среднем достигает 60—70 м. В пустынях образуются целые барханные цепи. Барханы сложены весьма подвижными песком. Скорость их перемещения зависит от силы ветра, длительности его действия и величины бархана. Наиболее подвижны отдельно стоящие барханы. Они могут перемещаться со скоростью от 5—6 до 50—70 м/год. Сложные сочетания барханов передвигаются с малой скоростью, почти незаметно для человека.
- Грядовые пески

Прочие подвижные пески — не закреплены растениями и под действием ветра легко перемещаются. Подвижные пески опасны своим движением. Перемещаясь, они заносят поля, оазисы, каналы, дороги, здания, селения и даже города.